# Kamienica przy ulicy Krakowskiej 30 w Krakowie
Kamienica przy ulicy Krakowskiej 30 – zabytkowa  kamienica, znajdująca się w Krakowie, w dzielnicy I przy ulicy Krakowskiej 10, na Kazimierzu.
Kamienica została wzniesiona w XVIII wieku. W 1907 roku została przebudowana zgodnie z projektem Beniamina Torbego.
Kamienica znajduje się na obszarze Kazimierza, którego układ urbanistyczny został wpisany  23 marca 1934 do rejestru zabytków. Budynek znajduje się także w gminnej ewidencji zabytków.